# Sabine Winter
Pour les articles homonymes, voir Winter.
Sabine Winter (née le 27 septembre 1992 à Bad Soden am Taunus) est une pongiste allemande. Son jeu est notamment basé sur un excellent coup droit, très puissant et explosif.

## Carrière
En 2010 elle remporte la médaille d'or du championnat d'Europe junior en double. Elle remporte également le titre européen en double en catégorie sénior en 2013 et 2016, et la médaille d'argent par équipe en 2017. La même année elle finit 3e du Top 16 européen.
Elle a remporté le championnat d'Allemagne en 2010, 2013, 2015 et 2018.
En 2013 elle remporte l'Open de Biélorussie de tennis de table.
En 2012 elle rejoint le club de SV DJK Kolbermoor. Depuis 2019 elle évolue dans le club allemand de TSV Schwabhausen.
En 2021 elle est médaille d'argent en double aux Championnats d'Europe, associée à sa compatriote Nina Mittelham.
Elle fait ensuite partie de l'équipe d'Allemagne médaillée d'or aux Championnats d'Europe de tennis de table 2021 à Cluj.
Elle est médaillée d'argent par équipes dames aux Jeux européens de 2023.